# Gert Abelbeck
Gerhard (Gert) Abelbeck (* 23. August 1912 in Hagen; † 6. Januar 1997 in Kelkheim) war ein deutscher Sportwissenschaftler und -funktionär.

## Leben
Nach dem Abitur 1930 studierte Abelbeck und wurde Diplom-Turn- und Sportlehrer. 1930 trat er in die Hitler-Jugend und 1931 in die SA sowie zum 1. Juli desselben Jahres in die NSDAP (Mitgliedsnummer 573.106) ein. Später wurde er aufgrund unterlassener Ummeldung und fehlendem Interesse aus der Partei ausgeschlossen, aber im Februar 1942 nach Verwarnung durch den Reichsschatzmeister wieder mit der alten Mitgliedsnummer aufgenommen. In der SA war er als SA-Schar- und SA-Truppführer im Sturm 39 der Standarte I. 1932 wurde er Lehrer an der Arbeitsdienstführerschule in Oranienstein. 1933 wechselte er als Ausbilder an die HJ-Gebietsführerschule Thüringen in Bad Berka. Zum hauptamtlichen Sportlehrer und Schulungsleiter wurde Abelbeck 1934 ernannt. 1937 wurde er zum Oberbannführer befördert. Nachdem er zwischenzeitlich u. a. als Leiter einer HJ-Gebietsführerschule eingesetzt war, wurde er stellvertretender Amtschef des Amtes für Leibesübungen der Reichsjugendführung. 1942 übernahm er die Leitung dieses Amtes. Gegen Ende des Krieges 1944 wurde er erneut für den Kriegsdienst mobilisiert.
Nach 1945 war Gert Abelbeck als Sportwissenschaftler u. a. von 1952 bis 1978 als Hauptgeschäftsführer der Deutschen Olympischen Gesellschaft sowie als Regisseur und Drehbuchautor tätig. Für den Film Nisshin Geppo erhielt er das Filmband in Silber.
Abelbeck gilt als Vater des Goldenen Plans. Er starb 1997 an Herzversagen.

## Werke (Auswahl)
Veröffentlichungen
- Deutsches Turnfest 1953, Hamburg. Limpert, Hamburg, 1953.
- Der goldene Plan in den Gemeinden: Ein Handbuch. Deutsche Olympische Gesellschaft, Frankfurt, 1961.

Drehbuch
- Anatomie einer Übung, 1972.

Regie
- Nisshin Geppo – Großes Sportland Japan, 1963
- Lehre und Leistung, 1967
- Olympische Herausforderung, 1971